# Maylandia emmiltos
Maylandia emmiltos (Syn.: Metriaclima emmiltos) ist eine Buntbarschart, die endemisch beim Mpanga-Felsriff in der Nähe von Chilumba auf der malawischen Seeseite des ostafrikanischen Malawisee vorkommt. 

## Merkmale
Maylandia emmiltos hat eine typische Mbuna-Gestalt und ist Maylandia pyrsonotos und Maylandia sandaracinos sehr ähnlich.  Geschlechtsreife Männchen sind hellblau mit sieben schwarzen Querbändern. Der Kopf ist schwarz mit zwei hellblauen Bändern zwischen den Augen. Die Rückenflosse ist rötlich bis orange, der erste Flossenstrahl und die Spitzen der Flossenmembranen sind weiß. Die Querbänderung der Seiten reicht im Unterschied zu Maylandia pyrsonotos nicht bis in die Rückenflosse. Die Schwanzflosse ist orange und hat bläuliche Flossenstrahlen. Der Vorderrand der ansonsten transparenten Bauchflossen ist schwarz. Die Afterflosse ist vorn dunkel blau bis grau und trägt hinten sechs bis sieben Eiflecke. Viele Weibchen sind ähnlich gefärbt, sind aber grün gefleckt und die Streifen zwischen den Augen sind grün, andere sind von bräunlicher Grundfärbung. Die Afterflosse der Weibchen hat keine Eiflecke. 
Die Kiefer sind mit zwei bis drei Zahnreihen besetzt. Die Zähne der äußersten Zahnreihe sind meist zweispitzig, einige hinten liegende sind einspitzig. Die Zähne der inneren Zahnreihen sind dreispitzig. Auf dem ersten Kiemenbogen sitzen 10 bis 14 Kiemenrechen auf der Ceratobranchiale, 2 bis 3 auf der Epibranchiale und eine zwischen diesen Kiemenbogenelementen. Von Maylandia sandaracinos unterscheidet sich Maylandia emmiltos durch eine geringere Anzahl von Zähnen in der äußersten Zahnreihe.
- Flossenformel: Dorsale XVII–XVIII/8–10, Anale III/6–8, Pektorale 8–14.
- Schuppenformel: SL 30–32.

Wie fast alle Malawiseebuntbarsche und alle Mbuna ist Maylandia emmiltos ein ovophiler Maulbrüter, bei dem das Weibchen die Brutpflege übernimmt.